# Рауль Ешба
Рауль Ешба (абхаз. Раул Эшба; груз. რაულ ეშბა) (1944 — 27 вересня 1993) — етнічний абхазький політик, убитий у Сухумі разом із Жиулі Шартава, Ґурамом Габіскірією, Олександром Берулавою та іншими абхазькими сепаратистськими повстанцями під час масового вбивства грузинів в Абхазії 27 вересня 1993 р.

## Інтернет-ресурси
- Government of Abkhazia (-in-exile)
- [Video file, capture of Zhuili Shartava, Guram Gabiskiria, Raul Eshba, etc and their execution у Wayback Machine (арх. 5 липня 2007)] (right-click to open file)